# Pancoenia
Pancoenia é um gênero de traça pertencente à família Agonoxenidae.